# 東巴·席爾瓦
東巴·席爾瓦（1986年4月20日—）是一名安哥拉拳擊運動員，曾代表國家參加2012年倫敦奧運的男子重量級拳擊比賽，並未獲得獎牌。